# Khairallah Talfah

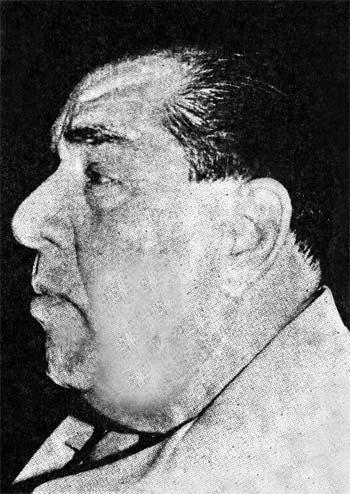
Khairallah Talfah

Khairallah Talfah (en árabe: خير الله طلفاح‎, romanizado: Khayr Allāh Ṭilfāḥ) (1910 - 20 de abril de 1993), también conocido como Khayr-Allah Telfah , Kairallah Tolfah, Khairallah Tolfah, o 'Khairallah Tilfah', fue un funcionario iraquí del Partido Baath, y tío materno y suegro de Saddam Hussein. Fue el padre de Sajida Talfah, la primera esposa de Saddam, y de Adnan Khairallah, ministro de defensa. Saddam nombró a Khairallah Talfah alcalde de Bagdad, pero se vio obligado a destituir a Khairallah de su cargo debido a la corrupción.

## Fondo
Khairallah nació en 1910 en el pueblo de Al-Awja, 5 km al sur de Tikrit, y entonces parte de la Bagdad Vilayet del Imperio Otomano. Era nieto de Musalat ibn Omar Bey III, al-Bu Nasir líder tribal y mártir de la  resistencia anti-otomana.

## Carrera
Khairallah, un maestro y nacionalista árabe, era miembro de la sociedad al-Jawwal  y luego participó como oficial del ejército iraquí en el revuelta del ejército de 1941 dirigida por Rashid 'Ali Al-Gaylani contra la institución real iraquí apoyada por los ocupantes. Fuerzas británicas. La revuelta no logró ningún cambio importante, con los británicos despachando un grupo de trabajo que ocupó el país y reinstaló al derrocado Regente probritánico 'Abd al-Ilah. Muchos soldados iraquíes que habían participado en la revuelta fueron indultados, manteniendo en gran medida sus filas y posiciones militares. Khairallah fue expulsado del ejército y pasó seis años en prisión por su participación en la revuelta.
Más tarde jugaría un papel en la fundación del Partido de la Independencia Iraquí nacionalista antibritánico y árabe. Fue liberado de prisión en 1947. Después de su liberación, regresó a Tikrit , donde su sobrino Saddam Hussein se mudó con él y comenzó la escuela. Saddam había vivido anteriormente con Khairallah antes del golpe de 1941 y la guerra posterior, pero se había mudado de nuevo con sus padres durante el encarcelamiento de Khairallah. A diferencia de Khairallah, la madre y el padrastro de Saddam lo golpearon y le impidieron recibir educación.
Se convirtió en gobernador de Bagdad en 1958, se convirtió en miembro del Consejo de Investigación Científica y de Educación Superior en 1972 y se desempeñó como jefe de la Junta de Servicio Civil de 1973 a 1982.
Se convirtió en presidente de la Asociación de Guerreros Veteranos جمعية المحاربين القدماء después de que el partido Baaz tomara el poder en 1968.
Recolectó una cantidad considerable de riqueza usando su influencia como pariente cercano tanto de Ahmed Hassan al-Bakr como de Saddam Hussein. Formó una organización minorista y de propiedad que era ampliamente conocida como Khairallah Talfah Society (en árabe: جمعية خير الله طلفاح‎). Uno de los mayores esquemas de generación de dinero de la sociedad fue comprar tierras de cultivo sin valor en las afueras de las ciudades donde la tierra residencial era muy escasa, dividir las tierras de cultivo en miles de lotes residenciales, luego vender los lotes a la gente y obtener grandes ganancias como resultado, el las parcelas generalmente se vendían a miembros del ejército, policías, maestros y otros trabajadores del gobierno.
Dirigió la Sociedad de Veteranos de Guerra (Guerreros Veteranos o la Sociedad Khairallah Talfah, جمعية خير الله طلفاح como se le llamaba comúnmente). Con la enorme escasez de casi todos los bienes de consumo que se convirtió en el nuevo fenómeno poco después de que el Partido Baath asumiera el poder el 17 de julio de 1968, la Khairallah Talfah Society جمعية خير الله طلفاح importó bienes a precios de dinar/dólar que estaban fuertemente subsidiados y luego hizo una ganancias considerables vendiendo estos mismos bienes a personas muy agradecidas.

## Vistas, salud y vida personal
Cuando se convirtió en alcalde de Bagdad a principios de la década de 1970, descuidó el desempeño de sus otros deberes porque se preocupaba por imponer sus normas personales de "moralidad" y "comportamiento correcto a otras personas". Ordenó al servicio de seguridad y a la policía que pintaran con aerosol las piernas de cualquier mujer que fuera sorprendida con faldas cortas, y también les ordenó rasgar los pantalones acampanados que usaban todos los hombres y mujeres. Estos pantalones estaban de moda en ese momento. Estas acciones contra cualquier tendencia contemporánea "occidentalizada" solo duraron unas pocas semanas porque terminaron abruptamente, probablemente cuando intervino el vicepresidente Saddam Hussein. Estas modas "de moda" se extendieron posteriormente por todo el país e incluso los propios hijos e hijas de Khairallah las disfrutaron.
Poco antes de su muerte, le amputaron la(s) pierna(s) porque padecía diabetes.[cita requerida]

## Familia
Se sabía que sus hijos e hijas se comportaban como miniaturas de su padre. Se alegó que podían ser bastante desagradables con las personas, esperando que los demás mostraran obediencia, deferencia y reconocieran su superioridad.
Su hija Ilham إلهام (nacida en 1955 y luego muerta de cáncer) fue educada en la famosa y estricta escuela de niñas del convento cristiano de Rahibat Al-Taqdomah مدرسة راهبات التقدمة. Ilham era media hermana de Sajida (esposa de Saddam) y Adnan Khairallah (ministro de Defensa).
Las hijas del presidente Ahmed Hassan al-Bakr estaban en esa escuela راهبات التقدمة antes de Ilham. Se sabía que las hijas de Al-Bakr se habían comportado muy bien, mezclándose a la perfección con todos los demás y sin mostrar nada de la superioridad y la arrogancia que se convirtió en el comportamiento habitual de la hija de Khairallah Talfah, Ilham. Se informa que Ilham no estuvo de acuerdo con la opinión de una niña kurda en una lección de educación religiosa; luego, el servicio secreto, enviado por su padre Khairallah a la mañana siguiente, arrestó a la joven que, según los informes, fue liberada después de unos días, pero nunca volvió a la escuela. Según los informes, Ilham dijo que tenía que hacer que la arrestaran para darle una buena lección a ella y a cualquier otra persona que se atreva a "comportarse de manera inapropiada".
Ilham se casó con el hijo de Ahmed Hassan al-Bakr, solo para divorciarse de él tan pronto como Saddam tomó el poder de al-Bakr, supuestamente a través de la influencia de su padre Khairallah. Ilham luego se casó con Watban وطبان, el medio hermano de Saddam.
El hijo de Khairallah Talfah, Lou'ay لؤي, recibió un disparo con una pistola en 1983 mientras se encontraba en el centro turístico de Habbaniya. La bala le fracturó el fémur y esa misma noche se realizó una cirugía de emergencia para reparar la fractura con una placa y tornillos en el Hospital Militar Rasheed de Bagdad. Se recuperó por completo después de una estancia de unas semanas en la sala de fracturas de oficiales del Hospital Militar Rasheed. La cirugía fue realizada por el doctor general de división Moflih Al-Dulaimi. Las circunstancias del tiroteo no estaban claras, pero afirmó que había sido un disparo accidental mientras limpiaba el arma. Sin embargo, no se informó que los cirujanos observaran heridas de pólvora وشم بارودي en la herida de entrada. Esto significa que es poco probable que el arma se haya disparado a menos de 90 cm de los heridos y, por lo tanto, no podría haber sido autoinfligido.

### Lazos familiares
Tenía fuertes lazos familiares con las más altas figuras del poder iraquí:
- Era el cuñado de Ali Hassan al-Majid (Khairallah estaba casado con la hermana de Ali, Fátima).

- Su hija Ilham se casó con Haytham (el hijo mayor de Al-Bakr), solo para divorciarse cuando Al-Bakr perdió el poder ante Saddam Hussein y luego se casó con Watban (el medio hermano de Saddam).
- Era tío de Saddam Hussein (la madre de Saddam era su hermana Sabha).
- Era el suegro de Saddam (Saddam Hussein estaba casado con la hija de Khairiallah, Sajida).